# Biláspur (město v Čhattísgarhu)
Biláspur (hindsky बिलासपुर) je město v Čhattísgarhu, jednom z indických svazových států. K roku 2011 v něm žilo přes 365 tisíc obyvatel a patřilo tak do pětice nejlidnatějších měst Čhattísgarhu. Je správním střediskem svého okresu.

## Poloha a doprava
Biláspur leží zhruba severně od středu Čhattísgarhu. Od Rájpúru, hlavního města Čhattísgarhu, je vzdálen přibližně 111 kilometrů severovýchodně.
Jedná se o významnou železniční stanici – prochází zde mimo jiné železniční trať Bombaj – Kalkata, jedna z indických páteřních tratí.

## Obyvatelstvo
K roku 2011 převažovali muži (51 %) nad ženami (49 %). Nejužívanějšími jazyky byli čhattísgarhština, hindština a angličtina.